# Roger Miret and the Disasters
I Roger Miret and the Disasters sono un gruppo punk statunitense formatosi nel 2002, che ha in formazione Roger Miret degli Agnostic Front. La band, che ha ad oggi pubblicato tre album di studio, presenta uno stile musicale diverso da quello del gruppo hardcore newyorkese, con più influenze street e pop punk.

## Storia
L'album di debutto Roger Miret and the Disasters fu pubblicato il 9 ottobre 2002. Subito dopo il gruppo iniziò una lunga serie di concerti per oltre due anni, fino alla registrazione e pubblicazione del secondo album 1984.
Il gruppo ha anche diviso il palco con artisti come Good Charlotte, New Found Glory, Rancid, Transplants, Lars Frederiksen and the Bastards, Dropkick Murphys, Tiger Army, The Business, Bouncing Souls, Nekromantix, HorrorPops, Voodoo Glow Skulls, Die Hunns, The Unseen e The Casualties, e ha anche suonato live allo storico CBGB.

## Formazione
- Roger Miret - chitarra, voce
- Rhys Kill - chitarra, voce
- Brian Darwas - basso, voce
- Mike Mulleri - batteria

## Discografia

### Album in studio
- 2002 - Roger Miret and the Disasters
- 2005 - 1984
- 2006 - My Riot
- 2011 - Gotta Get Up Now

### Apparizioni in compilation
- 2001 - Scene Killer, Vol. 3
- 2002 - Give 'Em the Boot III
- 2002 - The Worldwide Tribute to the Real Oi, Vol. 2
- 2004 - Give 'Em the Boot IV
- 2005 - Punk-O-Rama Vol. 10
- 2006 - Give 'Em the Boot V